# Марша Крос
Марша Ен Крос (енгл. Marcia Anne Cross) је америчка глумица, рођена 25. марта 1962. године у Марлбороуу у Масачусетсу. Препознатљива је по улози Бри Ван де Камп у серији Очајне домаћице али и по улогама у Др. Кимберли Шоу и Мелроуз Плејс.